# CZ 52
A CZ 52 (também conhecida pelas designações militares tchecoslovacas vz. 52, para (vz. - vzor = modelo) "modelo de 1952", e CZ 482) é uma pistola semiautomática projetada por dois irmãos, Jan e Jaroslav Kratochvíl, no início da década de 1950 para os militares da Tchecoslováquia. Cerca de 200.000 vz. 52 foram feitas pela Česká Zbrojovka em Strakonice de 1952 a 1954. Antes de padronizar na vz. 52 de calibre 7,62×25mm, os militares tchecoslovacos usaram vários modelos de pistolas nacionais e estrangeiras em três calibres diferentes. Após 30 anos de serviço militar, a vz. 52 foi finalmente substituída pela vz. 82 de calibre 9×18mm Makarov.
A CZ 52 é tecnicamente conhecida como vz. 52; a designação militar tcheca. É frequentemente referida como CZ 52 para diferenciá-la do fuzil vz. 52, que entrou no mercado de exportação antes da pistola.

## Descrição
A pistola CZ 52 é uma pistola semiautomática de ação simples, operada por recuo curto e travada por roldana, alimentada por carregador de cofre destacável, com câmara para o cartucho 7,62×25mm Tokarev (a arma foi originalmente projetada para o calibre 9×19mm Parabellum, mas devido às pressões políticas teve que ser reprojetada para o cartucho de pistola soviético padrão). Ela pesa aproximadamente 900 gramas descarregada. Os modelos militares apresentam acabamento parkerizado ou revestimento de óxido cinza, enquanto algumas CZ 52 foram reazuladas em arsenal na década de 1970. Essas armas refeitas geralmente são marcadas como tal.
Ergonomicamente, a empunhadura da CZ 52 é longa quando medida da frente para trás e fina de um lado para o outro, com uma "protuberância" baixa, que encontra o espaço entre o polegar e o indicador da mão, na parte traseira. Ela também possui um eixo de furo alto que aumenta o recuo sentido.

## Munição
No final da década de 1990, depois que a popularidade da CZ 52 excedente começou a aumentar, a munição de ponta oca em 7,62×25mm tornou-se disponível em lojas personalizadas. A pistola provou ser capaz de lidar com cargas extremamente "quentes", e muitas lojas vendem munições personalizadas ou carregadas manualmente.
Canos de reposição estavam disponíveis para alterar o calibre para 9×19mm Parabellum. Fazer isso proporciona uma gama muito mais ampla de opções de munição, ao custo de uma queda significativa na potência.

## Operadores
- Argélia
- Tchecoslováquia
- Granada
- Cuba
- Etiópia
- Palestina: Usada pela Organização para a Libertação da Palestina
- Somália
- Tanzânia
- Zâmbia